# 沙斯塔涅
沙斯塔涅（法語：Chastanier）是法国洛泽尔省的一个市镇，属于芒德区（Mende）朗戈尼县（Langogne）。该市镇总面积10.41平方公里，2009年时的人口为92人。

## 人口
沙斯塔涅人口变化图示